# Okara Park
Okara Park – wielofunkcyjny stadion znajdujący się w Whangarei w Nowej Zelandii służący przede wszystkim do rozgrywania meczów obydwu odmian rugby, odbywają się na nim również mecze piłki nożnej, hokeja na trawie oraz koncerty. Ze względów sponsorskich nosił nazwę Toll Stadium, a następnie Semenoff Stadium.

## Historia
Zbudowany w 1965 roku, krótko po uzyskaniu przez Whangarei praw miejskich, stadion gościł m.in. mecze British and Irish Lions w latach 1966, 1983 i 1993. Był też w roku 1972 areną obrony Ranfurly Shield, kiedy to na stadionie znalazło się 40 000 widzów, przy czym liczba mieszkańców Whangarei wynosiła wówczas około 34 000.
Na początku pierwszej dekady XXI w. stadion zaczął mieć problemy ze spełnieniem wymagań NZRU, a po ich zaostrzeniu drużynie Northland groziło rozgrywanie spotkań na innym obiekcie. Rady dystryktu i regionu w porozumieniu z miejscowym związkiem rugby zdecydowały więc w 2006 roku o modernizacji stadionu. Przebudowany obiekt był kluczowym argumentem w aplikacji Whangarei do organizowania meczów Pucharu Świata 2011.
W latach 2009–2010 stadion przeszedł gruntowną przebudowę. Kosztem 18,5 mln NZD przygotowano nową murawę i oświetlenie, zmodernizowano jedną z trybun oraz zbudowano drugą wraz z towarzyszącą im infrastrukturą. 13 mln pochodziło od Northland Regional Council, 3 mln od Whangarei District Council, a pozostałe 2,5 mln przekazał rząd Nowej Zelandii na dostosowanie obiektu do wymogów rozgrywania Pucharu Świata 2011. Obecnie pojemność stadionu wynosi około 30 000 widzów, przy czym oficjalnie na meczach Pucharu Świata 2011 mogło przebywać 20 000 osób.
Konstrukcja nowego stadionu była w roku 2010 nominowana do światowego konkursu architektonicznego World Architecture Festival w kategorii sport.

## Rugby
Na co dzień obiekt użytkuje regionalna drużyna rugby union – Northland, okazjonalnie występuje tam zespół Blues, a w roku 2017 będzie gościć jeden z meczów tournée British and Irish Lions. Na stadionie rozegrano dwa mecze fazy grupowej Pucharu Świata 2011.
Grają na nim także zespoły rugby league – Northern Swords i New Zealand Warriors, obiekt gościł również mecze międzynarodowe juniorów i seniorskie reprezentacje kraju – żeńską i męską

## Inne sporty
Odbyły się na nim Mistrzostwa Świata U-20 w Piłce Nożnej 2015.